# Szuć
Szuć (deutsch Schuttschen) ist ein Dorf in der polnischen Woiwodschaft Ermland-Masuren. Es gehört zur Landgemeinde Jedwabno (1938 bis 1945 Gedwangen) im Powiat Szczycieński (Kreis Ortelsburg).

## Geographische Lage
Szuć liegt in der südlichen Mitte der Woiwodschaft Ermland-Masuren, 26 Kilometer nordöstlich der früheren Kreisstadt Neidenburg (polnisch Nidzica) bzw. 19 Kilometer südwestlich der heutigen Kreismetropole Szczytno (deutsch Ortelsburg).

## Geschichte
Im Jahre 1571 wurde das damalige Sutz gegründet und hieß nach 1574 Schutschen, nach 1871 dann Schuttschen. Die kleine Landgemeinde kam 1874 zum Amtsbezirk Jedwabno, der – 1938 in „Amtsbezirk Gedwangen“ umbenannt – bis 1945 bestand und zum ostpreußischen Kreis Neidenburg gehörte. 535 Einwohner waren im Jahre 1910 in Schuttschen registriert. Ihre Zahl verringerte sich bis 1933 auf 498 und belief sich 1939 noch auf 436.
Schuttschen wurde 1945 in Kriegsfolge mit dem gesamten südlichen Ostpreußen an Polen überstellt. Das Dorf erhielt die polnische Namensform „Szuć“ und ist heute als Sitz eines Schulzenamts (polnisch Sołectwo) eine Ortschaft im Verbund der Landgemeinde Jedwabno (1938 bis 1945 Gedwangen) im Powiat Szczycieński (Kreis Ortelsburg), bis 1998 der Woiwodschaft Olsztyn, seither der Woiwodschaft Ermland-Masuren zugehörig. Im Jahre 2011 zählte Szuć 245 Einwohner.

## Kirche
Bis 1945 war Schuttschen kirchlich nach Jedwabno hin orientiert: zur evangelischen Kirche Jedwabno in der Kirchenprovinz Ostpreußen der Kirche der Altpreußischen Union sowie zur dortigen römisch-katholischen Kirche im damaligen Bistum Ermland. Der Bezug von Szuć zu Jedwabno besteht für beide Konfessionen auch heute noch, wobei das Dorf jetzt zur Diözese Masuren der Evangelisch-Augsburgischen Kirche in Polen bzw. zum heutigen Erzbistum Ermland gehört.

## Verkehr
Szuć liegt südlich von Jedwabno und ist von dort über die Woiwodschaftsstraße 508 auf direktem Wege zu erreichen. Eine Anbindung an den Bahnverkehr besteht nicht.